# Vadonia bipunctata
Vadonia bipunctata — вид жесткокрылых из семейства усачей.

## Описание
Жук длиной от 9 до 16 мм. Задние голени самцов с двумя шипами.

## Экология
Населяет степи и лесостепи

## Подвиды
- Vadonia bisignata bisignata (Brullé, 1832)
- Vadonia bisignata laurae Pesarini & Sabbadini, 2007